# Braulio Musso
Braulio Enrique Musso Reyes (8 de março de 1930 – 18 de junho de 2025) foi um futebolista chileno. Ele competiu na Copa do Mundo FIFA de 1962, sediada no Chile.